# Zapasy na Igrzyskach Boliwaryjskich 2017
Turniej w ramach Igrzysk - 2017 rozegrano pomiędzy 12 a 14 listopada w "Coliseo Colegio Inem" w Santa Marta.

## Tabela medalowa
Gospodarz zawodów został zaznaczony kolorem.
| Poz.  | Państwo    |    |    |    | Łącznie |
| ----- | ---------- | -- | -- | -- | ------- |
| 1.    | Wenezuela  | 11 | 3  | 3  | 17      |
| 2.    | Dominikana | 3  | 4  | 5  | 12      |
| 3.    | Kolumbia   | 2  | 8  | 8  | 18      |
| 4.    | Peru       | 2  | 0  | 4  | 6       |
| 5.    | Ekwador    | 0  | 2  | 5  | 7       |
| 6.    | Panama     | 0  | 1  | 2  | 3       |
| 7.    | Boliwia    | 0  | 0  | 2  | 2       |
|       | Chile      | 0  | 0  | 2  | 2       |
| 9.    | Salwador   | 0  | 0  | 1  | 1       |
| Razem | Razem      | 18 | 18 | 32 | 68      |

## Wyniki

### W stylu klasycznym
| Waga   | złoty              | srebrny              | brązowy          | brązowy          |
| ------ | ------------------ | -------------------- | ---------------- | ---------------- |
| 59 kg  | Dicther Toro       | Anthony Palencia     | Jancel Pimentel  | Alex Pineda      |
| 66 kg  | Wuileixis Rivas    | Luis Alfredo de León | Jaír Cuero Muñoz | Mario Molina     |
| 75 kg  | Luis Avendaño      | Enríque Cuero        | Johan Batista    | Carlos Valor     |
| 85 kg  | Carlos Muñoz       | Yorgen Cova          | Carlos Adames    | Ricardo Cárdenas |
| 98 kg  | José Arias Paredes | Óscar Loango         | Kempton Aparicio | Alexander Brazón |
| 130 kg | Erwin Caraballo    | Rodolfo Waithe       | Andrés Ayub      | Gilberto Pérez   |

### W stylu wolnym
| Waga   | złoty           | srebrny               | brązowy            | brązowy       |
| ------ | --------------- | --------------------- | ------------------ | ------------- |
| 57 kg  | Juan Ramírez    | Yerson Emir Hernández | Pedro Mejías       | Marvin Chávez |
| 65 kg  | Anthony Montero | Álvaro Rudesindo      | Hernán Guzmán Ipuz | Luis Portillo |
| 74 kg  | Cristián Sarco  | Yorfi Jiménez         | Juan Peralta       | Néstor Tafur  |
| 86 kg  | Pedro Ceballos  | Carlos Izquierdo      | Billy Váldez       | Pool Ambrocio |
| 97 kg  | José Díaz       | Luis Pérez            | Juan Martínez      | ----          |
| 125 kg | Luis Vívenes    | Jarlis Mosquera       | Carlos Félix       | Jorge Medina  |

### W stylu wolnym kobiet
| Waga  | złoty              | srebrny              | brązowy            | brązowy         |
| ----- | ------------------ | -------------------- | ------------------ | --------------- |
| 48 kg | Thalía Mallqui     | Jacqueline Mollocana | Dubraika Rodríguez | Alisson Cardozo |
| 53 kg | Betzabeth Argüello | Carolina Castillo    | Luisa Valverde     | ----            |
| 58 kg | Yessica Oviedo     | Eva González         | Leonela Ayoví      | Ninfa Yupari    |
| 63 kg | Nathaly Grimán     | Jackeline Rentería   | Mayra Antes        | Janet Sobero    |
| 69 kg | Diana Cruz         | María Acosta         | Edna Arboleda      | ----            |
| 75 kg | Soleymi Caraballo  | Andrea Olaya         | Lesly Arce         | ----            |

## Łącznie medale w latach: 1938-2017
| Poz.    | Państwo    |     |     |     | Łącznie |
| 1       | Wenezuela  | 146 | 57  | 33  | 236     |
| 2       | Kolumbia   | 52  | 65  | 62  | 179     |
| 3       | Peru       | 25  | 58  | 60  | 143     |
| 4       | Panama     | 22  | 35  | 23  | 80      |
| 5       | Ekwador    | 9   | 33  | 62  | 104     |
| 6       | Dominikana | 4   | 6   | 13  | 23      |
| 7       | Boliwia    | 0   | 3   | 13  | 16      |
| 8       | Chile      | 0   | 0   | 3   | 3       |
| 9       | Salwador   | 0   | 0   | 1   | 1       |
| Łącznie | Łącznie    | 258 | 257 | 270 | 785     |